# Partit de la Llibertat d'Albània
El Partit de la Llibertat (en albanès Partia e Lirisë, PL) anteriorment Moviment Socialista per la Integració (en albanès Lëvizja Socialiste për Integrim, LSI) és un partit polític d'Albània creat el 2004 com a escissió del Partit Socialista d'Albània encapçalada per l'ex-ministre Ilir Meta, qui acusà l'antic primer ministre Fatos Nano de falta de transparència i de no afavorir la integració europea d'Albània.
A les eleccions legislatives albaneses de 2005 va obtenir el 8,5% dels vots i 5 escons. A les eleccions legislatives albaneses de 2009 es presentà al marges de les coalicions i va obtenir 4 escons.

## Resultats Electorals

### Assemblea de la República d'Albània
| Any  | Líder            | Vots        | %           | Escons   | +/- | Govern   |
| ---- | ---------------- | ----------- | ----------- | -------- | --- | -------- |
| 2005 | Ilir Meta        | 112 449     | 8.24        | 5 / 140  | Nou | Oposició |
| 2009 | Ilir Meta        | 73 678      | 4.85        | 4 / 140  | 1   | Coalició |
| 2013 | Ilir Meta        | 180 470     | 10.46       | 16 / 140 | 12  | Coalició |
| 2017 | Petrit Vasili    | 225 901     | 14.28       | 19 / 140 | 3   | Oposició |
| 2021 | Monika Kryemadhi | 107 521     | 6.81        | 4 / 140  | 15  | Oposició |
| 2025 | Ilir Meta        | Dins l'ASHM | Dins l'ASHM | 4 / 140  | =   | Oposició |

## Líders
| #   | President        | President | Data  | Inici mandat          | Final                | Durada            |
| --- | ---------------- | --------- | ----- | --------------------- | -------------------- | ----------------- |
| 1   | Ilir Meta        |           | 1969– | 6 de setembre de 2004 | 5 de maig de 2017    | 12 anys, 241 dies |
| 2   | Petrit Vasili    |           | 1958– | 5 de maig de 2017     | 5 de juliol de 2017  | 0 anys, 61 dies   |
| 3   | Monika Kryemadhi |           | 1974– | 5 de juliol de 2017   | 25 de juliol de 2022 | 5 anys, 20 dies   |
| (1) | Ilir Meta        |           | 1969– | 25 de juliol de 2022  | Actual               | En el càrrec      |